# Linden, Tennessee
Linden är administrativ huvudort i Perry County i Tennessee. Vid 2020 års folkräkning hade Linden 997 invånare.